# Віллібальд
Віллібальд (лат. Willibaldus бл. 700, Гемпшир — 7 липня 787, Айхштет) — католицький святий, перший єпископ єпархії Айхштет, бенедиктинський чернець, один з просвітителів Німеччини. День пам'яті — 7 липня.

## Біографія
Віллібальд народився в Англії, в Гемпширі. Син святого Річарда Вессекського, брат святого Вінібальда і святої Вальпурги. Дитинство і юність провів у монастирі Волтгем, де отримав освіту.
Близько 720 року покинув Англію і попрямував в Рим. Провівши там деякий час, здійснив паломництво на Святу Землю. По дорозі захоплений у полон сарацинами, але пізніше відпущений. Побував у Константинополі і Нікеї. Близько 729 року повернувся в Італію, де близько 10 років жив в бенедиктинському монастирі Монтекассіно.
Після закінчення цього терміну був рекомендований його дядьком святим Боніфацієм для місії, і в 740 році направлений папою Григорієм III в Німеччину. Центром його місії стало місто Айхштет. У 741 році Віллібальд хіротонізований в єпископи, його кафедра розташовувалася спочатку в Ерфурті, пізніше в Айхштеті. Віллібальд заснував низку німецьких монастирів, в тому числі в Гайденхаймі і Зольнгофені. Помер 787 року в Айхштеті.